# GJ 1245
GJ 1245 és un sistema estel·lar proper al Sistema Solar, a sols 15,2 anys llum de distància, an la constel·lació del Cigne. De magnitud aparent +13,4, no és visible a ull nu.
Les dues components principals de GJ 1245 són dues nanes vermelles separades entre si unes 33 ua. GJ 1245 A és un estel de tipus espectral M5.5V amb una massa equivalent a l'11% de la massa solar i una lluminositat que amb prou feines suposa el 0,0084% de la del Sol. És un estel fulgurant, és a dir, ocasionalment es produeixen flamarades en la seva superfície que augmenten la seva lluentor significativament, per la qual cosa rep la denominació d'estel variable V1581 Cygni, nom pel qual també es coneix al sistema estel·lar. GJ 1245 B és una mica més fred que la seva companya —té una temperatura de 2.600 K—, sent el seu tipus espectral M6V. La seva massa és un 10% de la massa solar i la seva lluminositat és la meitat de la de GJ 1245 A. Se sospita que també pot ser un estel fulgurant.
Al seu torn, GJ 1245 A és un estel binari proper. El seu acompanyant, GJ 1245 C, és una de les nanes vermelles més tènues conegudes, de tipus espectral M8V i 2.150 K de temperatura. S'hi troba separada 1,3 ua de la component A.